# Textilní sorbenty

Schéma působení: (a) absorpce plynu tekutinou, (b) adsorpce tekutiny pevnou látkou

Sorbenty jsou nerozpustné látky, které absorbují nebo  adsorbují tekutiny a plyny. Absorbenty jsou materiály, které mohou vstřebávat jiné látky do sebe a při tom se nadouvat (zvětšit o 50 % nebo i víc). Adsorbenty sbírají okolní látky na vlastní povrch. 

## Druhy sorbentů
Sorbenty se dají rozdělit do kategorií: 
| Druh sorbentů                                | Příklady                                                              | Intenzita sorpce (násobek hmotnosti sorbentu) |
| přírodní organické                           | sláma, seno, peří                                                     | max 15× (adsorpce)                            |
| přírodní anorganické                         | hlína, písek, skleněná vlna                                           | max 20× (adsorpce)                            |
| syntetické polymery                          | polypropylen, polyethylen                                             | max 20× (adsorpce)                            |
| polymery modifikované síťováním (cross link) | poly(tetrahydrofuran) (PTHF), poly(orthouhličitan) (CPOC), elastomery | max 70× (absorpce)                            |

## Textilní sorbenty

### Způsob výroby
Dosud (do roku 2017) známé komerční sorbenty se vyrábějí z největší části z velmi jemných vláken (průměr pod 10 µm) polypropylenu jako netkané textilie.
Základní sorbenty vyráběné zpravidla technologií melt-blown (s nízkou pevností) se často zpevňují ultrazvukem (příp. jako kompozit spojením s textilií vyrobenou technologií spunbond),  proplétáním nebo lisováním horkým kalandrem. 
Finální výrobky mají formu rohoží, plachetek, koberců, hadic apod. 

### Použití
V obchodě se rozeznávají tři druhy (rozdílně barvených) textilních sorbentů:
- hydrofobní (bílé), -  nepřijímají vodu a plavou na vodní hladině [7]
- chemicky odolné (růžové, žluté[8]) -  vhodné pro agresivní kapaliny [9]
- univerzální (šedé) – k sorpci neagresivních kapalin [10]

#### Ochrana proti škodlivým tekutinám

Schéma funkce HEPA filtru

- Pro čištění vody zatížené látkami těžké ropy se používají adsorbentní textilie (zachycují ropu na svém povrchu, zatímco voda jimi prochází).
- Pro lehčí ropné látky jsou vhodnější absorbentní výrobky. [11]

Na začátku 21. století uniká ročně do světových moří asi 6 milionů tun ropných látek (z toho cca 15 % při katastrofálních havariích).  Podíl sorbentních textilií na odstraňování škod v mořských vodách není známý. Statistika prodeje sorbentních rohoží udává pro rok 2017 celosvětový obrat 125 milionů USD (řádově 20 000 tun sorbentů). 
Rozsah znečištění zemních ploch ropnými výrobky není veřejně známý. 

#### Sorbenty k ochraně proti škodlivým (nebo nežádoucím) plynům
- Tzv. HEPA filtry jsou textilie zhotovené technologií melt-blown z mikrovláken (tenčí než 1 µm) z  borosilikátového skla (nebo příp.  polypropylenu). Mají mnohostranné použití v přístrojích a zařízeních k čištění vzduchu.  [14] [15]
- Textilie pohlcující pach (deodoranty): Netkané textilie z elastanů, uhlíkových neb viskózových vláken se zpravidla spojují s vrstvou pleteniny s použitím k oděvním nebo bytovým účelům. [16]